# Lisa Marcos
Pour les articles homonymes, voir Marcos.
 (juillet 2014).
Si vous disposez d'ouvrages ou d'articles de référence ou si vous connaissez des sites web de qualité traitant du thème abordé ici, merci de compléter l'article en donnant les références utiles à sa vérifiabilité et en les liant à la section « Notes et références ».
Lisa Marcos (née le 15 mars 1982 à Toronto) est une actrice canadienne.

## Biographie
Lisa Marcos commence une carrière de mannequin à l'âge de 12 ans qu'elle va poursuivre durant 10 années. Elle se tourne ensuite vers le métier de comédienne et, dès l'année 2002, elle apparaît dans plusieurs séries télévisées, Soul Food : Les Liens du sang (Soul Food), Street Time, Aventure et Associés (Adventure Inc.) et Mutant X.
Elle est peu active au cinéma et elle figure au générique 
de seulement quatre films, de 2003 à 2010 : The Visual Bible: The Gospel of John, de Philip Saville, Madea, grand-mère justicière (Diary of a Mad Black Woman), de Darren Grant, King's Ransom, de Jeffrey W. Byrd et Mother's Day, de Darren Lynn Bousman.
Sa carrière d’actrice connaît un réel essor en 2009 avec la série The Listener et son rôle de l'inspecteur Charlie Marks.

## Filmographie

### Cinéma
- 2003 : The Visual Bible: The Gospel of John, de Philip Saville : La mariée
- 2005 : Madea, grand-mère justicière (Diary of a Mad Black Woman), de Darren Grant : Brenda
- 2005 : King's Ransom, de Jeffrey W. Byrd : Raven
- 2011 : Mother's Day de Darren Lynn Bousman : Julie Ross

### Télévision
- 2002 : Soul Food : Les Liens du sang (Soul Food) : Bianca (1 épisode)
- 2002 : Street Time (2 épisodes)
- 2002 : Aventure et Associés (Adventure Inc.) : Ynez (1 épisode)
- 2002 : Mutant X : Avaris (1 épisode)
- 2003 : Veritas: The Quest : Vanessa (1 épisode)
- 2003 : ADN Alien (Le Seuil au Québec) (Threshold ) : Peg
- 2003 : Sue Thomas, l'œil du FBI (Sue Thomas: F.B.Eye) : Connie (1 épisode)
- 2003 : Jane et Tarzan (Tarzan) : Nurse inquiète (1 épisode)
- 2004 : Méthode Zoé (Wild Card) : Sandra (1 épisode)
- 2004 : Wonderfalls : Séduisante nurse (1 épisode)
- 2004 : Kevin Hill : Evelyn Cruz (6 épisodes)
- 2007 : Da Kink in My Hair : Nikki (5 épisodes 2007-2008)
- 2008 : The Line : Maria (3 épisodes)
- 2008 : Flaspoint : Sally LaFlamme (4 épisodes)
- 2009 : The Listener : Charlie Marks (13 épisodes)
- 2010 : Bones (S06E04)
- 2013: Played, les infiltrés : Maria Cortez
- 2014 : Hemlock Grove : Leticia Padilla (saison 2)
- 2016 : Shadowhunters : Susanna Vargas (saison 1)
- 2018 : On My Block : Julia Whitman (saison 1 et 2)
- 2019 : The Rookie : Eva Ruiz (1 épisode)